# 奇蹟女孩
《奇蹟女孩》（日语：ミラクル☆ガールズ），又稱奇蹟少女，是日本漫畫家秋元奈美的少女漫畫作品，在講談社的漫畫雜誌《Nakayoshi》連載，單行本全9冊，中文版由大然出版。後來被改編成電視動畫，1993年首播，全51集。
在中視播出時，譯為《魔幻美少女》。在衛視中文台播出時，譯為《淘氣小魔女》。動畫在香港無綫電視播出時定名《幻法雙子星》，在《閃電傳真機》時段內播放。無綫電視翡翠台並沒有播映《幻法雙子星》第40話，這是鑒於該集內容不適合在兒童節目時段內播放。

## 故事簡介
松永友美和松永御影是一對長相一模一樣，但性格完全相反，不過感情非常很好的雙胞胎姊妹，她們之間有著不可告人的秘密，就是具有超能力，但要二人一起使用才能夠發揮作用。

## 登場角色
松永友美
配音：藤枝成子（日本）；鄭麗麗（香港）；楊凱凱（台灣）
本故事的主角。早30秒出世的雙胞胎姊姊。3月24日出生（動畫是12月24日）。白羊座（動畫是山羊座）。O型。性格大方。因為體育突出而受到大家的注目，但學習成績比較差。喜歡休閒的服裝。
松永御影
配音：永井紀子（日本）；梁少霞（香港）；林凱羚（台灣）
本故事的另一位主角。友美的雙胞胎妹妹。3月24日出生（動畫是12月24日）。白羊座（動畫是山羊座）。O型。因為有雙胞胎姊姊在身邊的緣故所以性格有點任性。頭腦相當發達，不用溫習也能夠考試取得100分成績，學業成績經常是學年首位，不過運動神經極差。喜歡穿粉紅色豪斯風（Pink House）的服裝。喜歡同校的倉茂前輩。
香港無綫電視錯誤地譯為「松永美香」（香港天下漫畫發行的香港中文版漫畫也有同樣錯誤）。另外，本動畫在歐洲國家播出時，部分地區也將她的名字Mikage錯誤譯為Mika，台版則是曾譯為「松永美影」。
野田侑也
配音：山口勝平（日本）；郭志權（香港）
8月19日出生。獅子座。B型。友美的心儀對象。
倉茂秀明
配音：鹽澤兼人（日本）；蘇強文（香港）
10月17日出生。天秤座。A型。御影的心儀對象。原作第三部往英國留學，動畫裡則是故事開始時。動畫後來因腳部受傷而返回日本，令御影憂心不已。
影浦進一郎
配音：山口健（日本）；陳永信（香港）
11月6日出生。天蠍座。AB型。松永姊妹就讀中學的老師之一，對超能力者極感興趣，在原作第一部、動畫版故此經常渴望找到松永姊妹擁有超能力的證據，從此在科學界名成利就，動畫裡差點弄到妻子離異。
山岸耕平
配音：飛田展男（日本）；黎偉明（香港）
動畫版原創角色。5月16日出生。金牛座。O型。野田的好友，暗戀友美。
大乘寺留美
配音：佐久間玲（日本）；黃鳳英、林元春、雷碧娜（香港）
4月4日出生。白羊座。A型。相當妒忌御影的學業成績。動畫裡曾企圖爭奪倉茂以打擊御影。
瑪麗
配音：沖本富美代→山崎和佳奈（日本）；黃麗芳（香港）
蒂亞瑪斯公國的公主。艾瑪的雙胞胎姊姊。3月24日出生。白羊座。O型。因為與身為國王的父親因病而被隔離，而成為了那樣任性的性格。為此對艾瑪有著固執己見。對倉茂一見鐘情，從而想把倉茂據為己有。本名：瑪麗·美爾葛莉英·蒂亞瑪斯，港譯為瑪莉安。
艾瑪·溫斯頓
配音：沖本富美代→冬馬由美（日本）；李秀儀（香港）
是有『光之雙胞胎』的傳說蒂亞瑪斯公國的公主，不過在16年前離開了國家。3月24日出生。白羊座。O型。本名：艾瑪依丘·美爾葛莉英·蒂亞瑪斯。瑪麗的雙胞胎妹妹。
X先生
配音：若本規夫（日本）；陳維舜（香港）
神秘男人。欺騙蒂亞瑪斯公國的劫持（暗殺大公）。最終目的是征服世界，為此誘拐超能力者。
高村正樹
配音：堀川亮（日本）；何國星（香港）
接近松永姊妹的超能力少年。12月26日出生。山羊座。AB型。
更科理沙（聲：楢橋美紀）
動畫版原創角色。松永姊妹大一年學姊。看起來認真，不過有意外的一面。

### 其他角色
松永泰
配音：梅津秀行（日本）；林國雄（香港）
友美·御影的父親。
松永貴繪
配音：真柴摩利（日本）；謝潔貞（香港）
友美·御影的母親。美容院老闆，工作相當繁忙，早出晚歸，故此很多時候都由友美親自做家務。
神崎乃繪
配音：小林優子（日本）；陸惠玲（香港）
貴繪的雙胞胎妹妹。
動畫版第39話暗示貴繪·乃繪姊妹也有描寫與友美·御影姊妹同樣的超能力。
菊地（聲：柏倉勉）

水野（聲：山田義晴）

坂倉（聲：森川智之）

大和田（聲：林玉緒）

麻生敬太郎（聲：辻村真人）

龍子（聲：小山由加利）

玲子（聲：大谷育江）

井澤玲美（聲：水谷優子）

裕平（聲：安達忍）

加奈子（聲：篠原惠美）

司（聲：置鮎龍太郎）

金滭理惠（聲：丸田麻里）

賈士伯（聲：岩坪理江）

萊爾（聲：丸山詠二）

法尼德（聲：茶風林）

吉村教授（聲：坂東尚樹）

影浦理加
配音：佐佐木優子（日本）；林丹鳳（香港）
影浦的妻子，稱呼進一郎為「小進」。港譯為「里花」。原作是第三部、動畫則是第一話結婚。
舞（聲：三石琴乃）
偶像演員。
春香（聲：富澤美智惠）
偶像演員。

## 電視動畫

### 製作人員
- 原作 - 秋元奈美
- 系列構成 - 小林弘利（ - 29話）、渡邊麻實（30話 - ）
- 角色設定 - 關根昌之
- 攝影監督 - 白井久男
- 美術監督 - 中村隆
- 音樂 - 大島滿
- 音響監督 - 小林克良
- 製作人 - 前田伸一郎（日本電視台）、佐川祐子（ASATSU）、依田健（ジャパンタップス）
- 監督 - 安濃高志（ - 17話）、（30話 - ）
- 過場監督 - 和栗隆史
- 片尾曲監督 - 澀谷和行
- 動畫檢查 - 中村紀、原鐵夫、山久保綠
- 動畫 - 遠東動畫
- 色彩設計 - 四俁理香
- 顏色指定 - 村上智美、宇都宮百合子、四俁理香、田中文子
- 仕上 - 、遠東動畫
- 背景 -
- 攝影 -
- 音響製作 - AUDIO PLANNING U
- 效果 - 新井秀德（Fizz Sound Creation）
- 整音 - 内山敬章
- 藝術家工作室 - APU藝術家工作室
- 音樂制作 - 島田義三
- 編集協力 -
- 廣報 - 立鉛典子（日本電視台）
- 制作寫字台 - 伊藤萬實子、松山龍一郎
- 設定制作 - 根岸宏樹
- 制作進行 - 山口廣、鶴岡吉博、井口憲明、元吉良至、宗岡幸男
- 編集 - 森田清次、高山智江子
- 協力藝術家工作室 - 亞細亞堂、夢弦館、
- 制作協力 - 亞細亞堂
- 標題 -
- 現像 - 東京現像所
- 企畫制作 - 日本電視台放送網
- 製作 - ASATSU、

### 主題曲
片頭曲
（前期）
作詞．作曲．歌：GARDEN，編曲：山田直毅
（後期）
作詞．作曲．歌：GARDEN，編曲：山田直毅
香港版本
「心靈相通」
作詞：李敏，作曲：米米CLUB，編曲：Gary Kum，主唱：劉小慧
改編自米米CLUB的Sure Dance；收錄在索尼音樂娛樂出版之《分手不需再流淚》大碟內。
片尾曲

作詞：鮎川惠，作曲：柴矢俊彥，編曲：山川惠津子，歌：Dio
※有關雙胞胎的話，起用了GARDEN（島田兄弟）和Dio（沖本姊妹）為雙胞胎單元。

### 各話列表
| 話数 | 副標題 | 劇本              | 演出       | 上色       | 作畫監督          |
| ---- | ------ | ----------------- | ---------- | ---------- | ----------------- |
| 1    |        | 小林弘利          | 安濃高志   | 小林常夫   | 大武正枝          |
| 2    |        | 小林弘利          | 大地丙太郎 | 大地丙太郎 | 畑良子            |
| 3    |        | 小林弘利          | 佐佐木和宏 | 佐佐木和宏 | 海谷敏久          |
| 4    |        | 石塚智子          | 大畑清隆   | 西村博之   | 畑良子            |
| 5    |        | 丸尾未步          | 小林常夫   | 小林常夫   | 生野裕子          |
| 6    |        | 小林弘利          | 木村哲     | 木村哲     | 大武正枝          |
| 7    |        | 靜谷伊佐夫        | 大畑清隆   | 高柳哲司   | 畑良子 平岡正幸   |
| 8    |        | 和栗隆史          | 佐佐木和宏 | 佐佐木和宏 | 海谷敏久          |
| 9    |        | 小林弘利          | 川島宏     | 西村博之   | 荻窪太郎          |
| 10   |        | 小林弘利          | 小林常夫   | 小林常夫   | 生野裕子          |
| 11   |        | 丸尾未步          | 木村哲     | 木村哲     | 大武正枝          |
| 12   |        | 石塚智子          | 川田武範   | 佐藤卓哉   | 藤田真理子        |
| 13   |        | 和栗隆史          | 大畑清隆   | 大畑清隆   | 畑良子 平岡正幸   |
| 14   |        | 丸尾未步          | 知吹愛弓   | 佐佐木和宏 | 杉山東夜美        |
| 15   |        | 靜谷伊佐夫        | 川島宏     | 川島宏     | 荻窪太郎          |
| 16   |        | 小林弘利          | 佐藤卓哉   | 佐藤卓哉   | 大武正枝          |
| 17   |        | 石塚智子          | 佐佐木和宏 | 佐佐木和宏 | 生野裕子 畑良子   |
| 18   |        | 小林弘利          | 淺見隆司   | 淺見隆司   | 藤田真理子        |
| 19   |        | 小林弘利          | 牛草健     | 西村純二   | 畑良子            |
| 20   |        | 丸尾未步          | 知吹愛弓   | 小林常夫   | 杉山東夜美        |
| 21   |        | 靜谷伊佐夫        | 川島宏     | 橫田和     | 坂元大二郎        |
| 22   |        | 渡邊麻實          | 大畑清隆   | 大畑清隆   | 平岡正幸          |
| 23   |        | 小林弘利          | 木村哲     | 木村哲     | 大武正枝          |
| 24   |        | 丸尾未步          | 竹村健治   | 小林常夫   | 杉山東夜美        |
| 25   |        | 渡邊麻實          | 栗本宏志   | 佐佐木和宏 | 藤田真理子        |
| 26   |        | 石塚智子          | 牛草健     | 牛草健     | 畑良子            |
| 27   |        | 静谷伊佐夫        | 知吹愛弓   | 知吹愛弓   | 杉山東夜美        |
| 28   |        | 丸尾未步          | 滑川悟     | 滑川悟     | 君塚勝教          |
| 29   |        | 朝倉千筆          | 木村哲     | 木村哲     | 大武正枝          |
| 30   |        | 渡邊麻實          | 小林常夫   | 時田廣子   | 生野裕子          |
| 31   |        | 静谷伊佐夫        | 大地丙太郎 | 大地丙太郎 | 畑良子            |
| 32   |        | 渡邊麻實 石塚智子 | 浅田裕二   | 浅田裕二   | 藤田真理子        |
| 33   |        | 中弘子            | 知吹愛弓   | 知吹愛弓   | 杉山東夜美        |
| 34   |        | 渡邊麻實          | 武藤裕治   | 大畑清隆   | 畑良子            |
| 35   |        | 川崎裕之          |            | 西村博之   | 大武正枝          |
| 36   |        | 小林弘利          | 小林常夫   | 小林常夫   | 生野裕子          |
| 37   |        | 中弘子 渡邊麻實   | 大地丙太郎 | 大地丙太郎 | 畑良子            |
| 38   |        | 川崎裕之          | 栗本裕之   | 栗本裕之   | 藤田真理子        |
| 39   |        | 中弘子            | 知吹愛弓   | 知吹愛弓   | 杉山東夜美        |
| 40   |        | 靜谷伊佐夫        | 木村哲     | 木村哲     | 大武正枝          |
| 41   |        | 渡邊麻實          | 武藤裕治   | 武藤裕治   | 畑良子            |
| 42   |        | 中弘子            | 奥平健一   | 奥平健一   | 生野裕子 海谷敏久 |
| 43   |        | 時田廣子          | 淺田裕二   | 淺田裕二   | 藤田真理子        |
| 44   |        | 高屋敷英夫        | 大地丙太郎 | 大地丙太郎 | 畑良子            |
| 45   |        | 渡邊麻實          | 知吹愛弓   | 知吹愛弓   | 杉山東夜美        |
| 46   |        | 木村哲            | 木村哲     | 木村哲     | 大武正枝          |
| 47   |        | 愛知拳            | 武藤裕治   | 武藤裕治   | 畑良子            |
| 48   |        | 渡邊麻實          | 小林常夫   | 小林常夫   | 生野裕子          |
| 49   |        | 渡邊麻實          | 栗本裕之   | 栗本裕之   | 藤田真理子        |
| 50   |        | 渡邊麻實          | 大地丙太郎 | 大地丙太郎 | 畑良子            |
| 51   |        | 渡邊麻實          | 木村哲     | 木村哲     | 大武正枝          |

## 背景舞台
- 神奈川縣橫濱市
- 東急東橫線及田園都市線
- JR東日本橫須賀線與總武本線（成田特快行走的其中一條路線）－－於第二集出現

| 日本電視台 星期五17:00—17:30 | 日本電視台 星期五17:00—17:30 | 日本電視台 星期五17:00—17:30 |
| ---------------------------- | ---------------------------- | ---------------------------- |
|                              | 奇蹟女孩                     |                              |
|                              | （重播）                     |                              |